# Labina Mitevska
Labina Mitevska (makedonsky Лабина Митевска, * 1975 Skopje) je severomakedonská herečka a producentka.

## Život
Hereckou kariéru zahájila ve svých 19 letech v roce 1994 při studiích ve Skopje, Dánsku a na Arizonské univerzitě hlavní rolí ve filmu Milča Mančevského Pred doždot (Před deštěm), nominovaném na Oscara.
Dále sehrála vedlejší roli ve filmu Michaela Winterbottoma Welcome To Sarajevo (Vítejte v Sarajevu) z roku 1997 a jednu z hlavních rolí v české filmové komedii Samotáři.
Její sestrou je režisérka Teona Strugar Mitevska (* 1974).

## Herecká filmografie
- Pred doždot (1994) .... Zamira
- Vítejte v Sarajevu (Welcome To Sarajevo)(1997) .... Sonja
- I Want You (1998) .... Smokey
- Temná hra (Der braune Faden) (2000) .... Kyana
- Samotáři (2000) .... Vesna
- Veta (2001)
- Weg! (2002)
- Kako ubiv svetec (2004) .... Viola
- Bubacki (2004)
- Nema problema (2004) .... Sanja K.
- Kontakt (2005) ..... Zana
- Tajnata kniga (2006) .... Lydia
- Warchild (2006) .... Senada
- Razsledvane (2009) .... Family friend
- L... kot ljubezen (2007) .... Maya
- Prevrteno (2007) .... Woman in White
- Jas sum od Titov Veles (2007) .... Afrodita
- Ofsajd (2009) .... Milena
- 7 Avlu (2009) .... Selma
- 9:06 (2009)
- The Woman Who Brushed Off Her Tears (2012)